# Xian de Fangcheng
Pour les articles homonymes, voir Fangcheng.
Le xian de Fangcheng (方城县 ; pinyin : Fāngchéng Xiàn) est un district administratif de la province du Henan en Chine. Il est placé sous la juridiction de la ville-préfecture de Nanyang.

## Démographie
La population du district était de 963 588 habitants en 1999.